# Spencer (Dakota del Sur)
Spencer es una ciudad ubicada en el condado de McCook en el estado estadounidense de Dakota del Sur. En el Censo de 2010 tenía una población de 154 habitantes y una densidad poblacional de 221,86 personas por km².

## Geografía
Spencer se encuentra ubicada en las coordenadas 43°43′39″N 97°35′28″O / 43.72750, -97.59111. Según la Oficina del Censo de los Estados Unidos, Spencer tiene una superficie total de 0.69 km², de la cual 0.69 km² corresponden a tierra firme y (0%) 0 km² es agua.

## Demografía
Según el censo de 2010, había 154 personas residiendo en Spencer. La densidad de población era de 221,86 hab./km². De los 154 habitantes, Spencer estaba compuesto por el 96.75 % blancos, el 0.65% eran afroamericanos, el 0% eran amerindios, el 0 % eran asiáticos, el 0 % eran isleños del Pacífico, el 0 % eran de otras razas y el 2.6% pertenecían a dos o más razas. Del total de la población el 2.6 % eran hispanos o latinos de cualquier raza.